# Marcel Huot
Marcel Huot, all'anagrafe Marcel Paul Mainguet, (Épernay, 9 settembre 1896 – Pantin, 23 aprile 1954), è stato un ciclista su strada francese.
Professionista dal 1921 al 1931, conta la vittoria di una tappa al Tour de France.

## Carriera
Ottenne due vittorie in undici anni di professionismo, la più importante una tappa al Tour de France 1928. Partecipò a sette edizioni del Tour de France, con due piazzamenti nei primi dieci, e fu secondo alla Parigi-Bruxelles nel 1927.

## Palmarès
- 1922 (J.B. Louvet-Soly, 1 vittoria)

Circuit des Monts du Roannais (Roanne)
- 1928 (Alleluia-Wolber, 1 vittoria)

19ª tappa Tour de France (Metz > Charleville)

## Piazzamenti

### Grandi Giri
- Tour de France

1923: 10º
1924: ritirato (8ª tappa)
1926: ritirato (10ª tappa)
1927: ritirato (9ª tappa)
1928: 9º
1929: ritirato (14ª tappa)
1930: ritirato (14ª tappa)

### Classiche monumento
- Milano-Sanremo

1926: 8º
- Parigi-Roubaix

1923: 6º

### Competizioni mondiali
- Campionati del mondo

Copenaghen 1921 - In linea Dilettanti: 6º